# Mnium novae-hollandiae
Mnium novae-hollandiae là một loài Rêu trong họ Mniaceae. Loài này được (Brid.) Müll. Hal. mô tả khoa học đầu tiên năm 1848.